# Christoph Marik
Christoph Marik (Wiener Neustadt, 12 novembre 1977) è uno schermidore austriaco, specializzato nella spada. Ha vinto una medaglia d'oro ed una di bronzo ai Campionati europei di scherma.
Ha vinto due coppe del mondo di specialità nel 2002 e nel 2003.